# Gadhada
Gadhada é uma cidade e um município no distrito de Botad, no estado indiano de Gujarat.

## Geografia
Gadhada está localizada a 21° 58′ N, 71° 34′ L. Tem uma altitude média de 104 metros (341 pés).

## Demografia
Segundo o censo de 2001, Gadhada tinha uma população de 26,751 habitantes. Os indivíduos do sexo masculino constituem 52% da população e os do sexo feminino 48%. Gadhada tem uma taxa de alfabetização de 62%, superior à média nacional de 59.5%: a literacia no sexo masculino é de 70% e no sexo feminino é de 54%. Em Gadhada, 16% da população está abaixo dos 6 anos de idade.